# Hiromitsu Horiike
Hiromitsu Horiike (jap. 堀池 洋充, Horiike Hiromitsu; * 24. Mai 1971 in der Präfektur Shizuoka) ist ein ehemaliger japanischer Fußballspieler.

## Karriere
Horiike erlernte das Fußballspielen in der Schulmannschaft der Shimizu Higashi High School und der Universitätsmannschaft der Keiō-Universität. Seinen ersten Vertrag unterschrieb er 199 bei den Tokyo Gas (heute: FC Tokyo). Der Verein spielte in der zweithöchsten Liga des Landes, der Japan Football League. 1999 wurde er mit dem Verein Vizemeister der J2 League und stieg in die J1 League auf. Für den Verein absolvierte er 138 Spiele. Ende 2000 beendete er seine Karriere als Fußballspieler.